# Sparkasse Laubach-Hungen
Die Sparkasse Laubach-Hungen ist eine Sparkasse in Hessen mit Sitz in Laubach. Sie ist eine Anstalt des öffentlichen Rechts.

## Geschäftsgebiet und Träger
Das Geschäftsgebiet der Sparkasse Laubach-Hungen umfasst die Städte Laubach und Hungen im Landkreis Gießen.
Träger der Sparkasse Laubach-Hungen ist der Sparkassenzweckverband Laubach-Hungen.

## Geschäftszahlen
Die Sparkasse Laubach-Hungen wies im Geschäftsjahr 2023 eine Bilanzsumme von 291,4 Mio. Euro aus und verfügte über Kundeneinlagen von 229,01 Mio. Euro. Gemäß der Sparkassenrangliste 2023 liegt sie nach Bilanzsumme auf Rang 351. Sie unterhält 2 Filialen/Selbstbedienungsstandorte und beschäftigt 65 Mitarbeiter.

## Sparkassen-Finanzgruppe
Die Sparkasse Laubach-Hungen ist Teil der Sparkassen-Finanzgruppe und gehört damit auch ihrem Haftungsverbund an. Er sichert den Bestand der Institute und sorgt dafür, dass sie auch im Fall der Insolvenz einzelner Sparkassen alle Verbindlichkeiten erfüllen können. Die Sparkasse vermittelt Bausparverträge der regionalen Landesbausparkasse, offene Investmentfonds der Deka und Versicherungen der SV SparkassenVersicherung. Im Bereich des Leasing arbeitet die Sparkasse Laubach-Hungen mit der  Deutschen Leasing zusammen. Die Funktion der Sparkassenzentralbank nimmt die Landesbank Hessen-Thüringen wahr.